# تلم هامشي
التَّلَمُ الهامشي (بالإنجليزية: Marginal sulcus)‏ يُعتَبر التلم الهامشي نِهاية التلم الحزامي. وهو يفصل بين الفصيص المجاور للمركزي من الأمام والطَّلَل من الخلف.

## صور إضافية

موضع التلم الهامشي(يظهر باللون الأحمر).

## الروابط الخارجية
- https://web.archive.org/web/20070416083824/http://www.med.harvard.edu/AANLIB/cases/case3/mr1/033.html